# 吉田忠雄
吉田 忠雄（よしだ ただお、1908年9月19日 - 1993年7月3日）は、日本の実業家で、YKKの創業者。富山県出身。魚津市、黒部市の名誉市民。神奈川県藤沢市に居住していた。YKK二代目社長・YKK AP創業者吉田忠裕は長男。

## 来歴・人物
富山県下新川郡下中島村住吉（現在の魚津市住吉）で生まれる。魚津尋常高等小学校卒業後の1928年に上京。
古谷商店の社員を経て1934年にYKKの前身であるサンエス商会を設立し、ファスナーの生産を始める。以降、YKKを世界的な企業に育て上げた。兄弟の吉田久松もYKKの設立に貢献した。
魚津町議会議員、魚津商工会議所初代会頭（1949年～）、富山地方裁判所魚津支部民事司法委員なども務めた。1959年4月には、大河内記念賞を受賞している。
持論として、「用事がある時は社長室に部下を呼ばず自分から出向く事」をモットーとしていた。吉田本人が出張中、会社に泥棒が入った際に金庫を盗まれてしまったが、それを警備担当が吉田の出張先に謝罪と報告に出向いたところ、「済んだ事は仕方ないが、わざわざ出張先にまで来るのは無駄なことだ。」と一喝したエピソードがある。
1993年7月3日、肺炎のため84歳で死去。

## 著書
- 『仕事儲け人儲け - 人間吉田忠雄語録 ワールド・エンタープライズ「YKK経営」の勘どころ』（大和出版、1986年）
- 『みんなに伝えたい世界のファスナー王 吉田忠雄のことば』（吉田忠雄、千広企画、2020年）ISBN9784801499010

## 関連文献
- 『善の巡環 - 世界のファスナー王吉田忠雄伝』・続（山岡荘八著、千広企画出版部、1980年）
- 『獅子が吼える - YKK創始者吉田忠雄の生涯』（木村勝美著、リヨン社、1995年）
- 『吉田忠雄追想録』（YKK吉田忠雄追想録刊行委員会、1995年）